# Victor Perahia
Pour les articles homonymes, voir Perahia.
Victor Perahia, né le 4 avril 1933 à Paris 12e et mort le 29 septembre 2024 à Saint-Mandé (Val-de-Marne), est un Français juif déporté à Bergen-Belsen, survivant de la Shoah et témoin.

## Biographie
Victor Perahia, est né le 4 avril 1933 dans le 12e arrondissement de Paris.
Le père de Victor Perahia, Robert ou Caleve Perahia est né le 20 avril 1901 à Constantinople, en Turquie. Sa mère, Jeanne Perahia (née Passy) est née le 25 avril 1909 à Paris.

### Seconde Guerre mondiale
Le 15 juillet 1942, Victor Perahia, âgé de 9 ans, est arrêté avec ses parents, à leur domicile du 24 rue Alcide Benoist à Saint-Nazaire (Loire-Inférieure).
Son père est déporté le 20 juillet 1942, par le convoi no 8, de Angers (Maine-et-Loire) vers Auschwitz où il est assassiné. Victor Perahia est interné au Camp de la Lande de Monts (Indre-et-Loire), puis au Camp de Drancy, où il est interné de septembre 1942 à mai 1944. Il est déporté avec sa mère par le convoi no 80 en date du 23 juillet 1944, de Drancy à Bergen-Belsen.
Ses grands-parents maternels Salomon Passy et Sarah Passy ainsi que son frère Albert Perahia se cachent à Paris. Sarah et Albert survivent à la Shoah.
Son grand-père Salomon Passy (65 ans) (né le 28 octobre 1879 à Constantinople en Turquie) est déporté par le convoi no 77 en date du 31 juillet 1944, de Drancy vers Auschwitz où il est assassiné. Sa dernière adresse est au 5 rue de Belfort dans le 11e arrondissement de Paris.

### Libération
Le 6 avril 1945, Victor Perahia, et sa mère, sont embarqués dans un convoi ferroviaire appelé « le train fantôme ». Ils sont libérés par l'Armée rouge le 23 avril à côté du village de Tröbitz près de Berlin.
Victor Perahia arrive le 29 juin 1945 à l'Hôtel Lutetia à Paris,. Il a douze ans.
Après la guerre, Il est membre du conseil d'administration de l'Amicale Bergen-Belsen, administrateur de l'Union des déportés d'Auschwitz.
Il meurt à l'âge de 91 ans le 29 septembre 2024 à Saint-Mandé, et est inhumé au cimetière du Père-Lachaise (division 7).

## Œuvre
- Mon enfance volée. Éditions Familles et amis déportés du convoi no 8, Fondation de la Shoah.

## Décorations
- Chevalier de la Légion d'honneur (2008). Décret du 30 janvier 2008
- Chevalier de l'ordre national du Mérite (2002). Décret du 30 avril 2002[9],[12],[6].